# Elsnigk

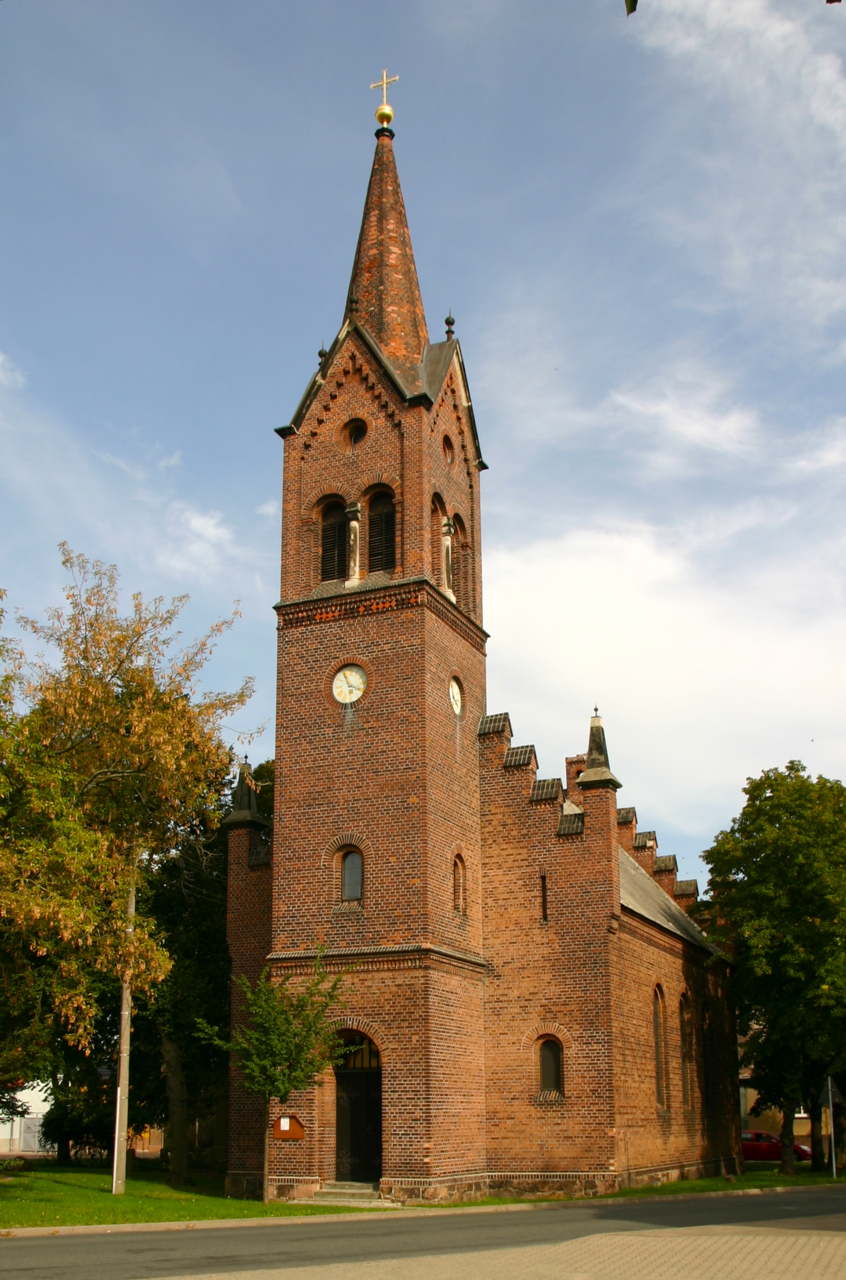

Elsnigk is een plaats en voormalige gemeente in de Duitse deelstaat Saksen-Anhalt, en maakt deel uit van de Landkreis Anhalt-Bitterfeld.
Elsnigk telt 739 inwoners.